# Bisbat de Fidenza
El bisbat de Fidenza —diocesi di Fidenza (italià); Dioecesis Fidentina (llatí)— és un bisbat de l'Església catòlica sufragani de l'arquebisbat de Modena-Nonantola, que pertany a la regió eclesiàstica Emília-Romanya. El 2013 tenia 65.000 batejats d'un total de 72.082 habitants. Està regida pel bisbe Carlo Mazza.
El patró de la diòcesi és sant Donnino màrtir, que va ser decapitat a Fidenza al 296: les seves restes es conserven a una urna sota l'altar de la cripta de la catedral.

## Territori

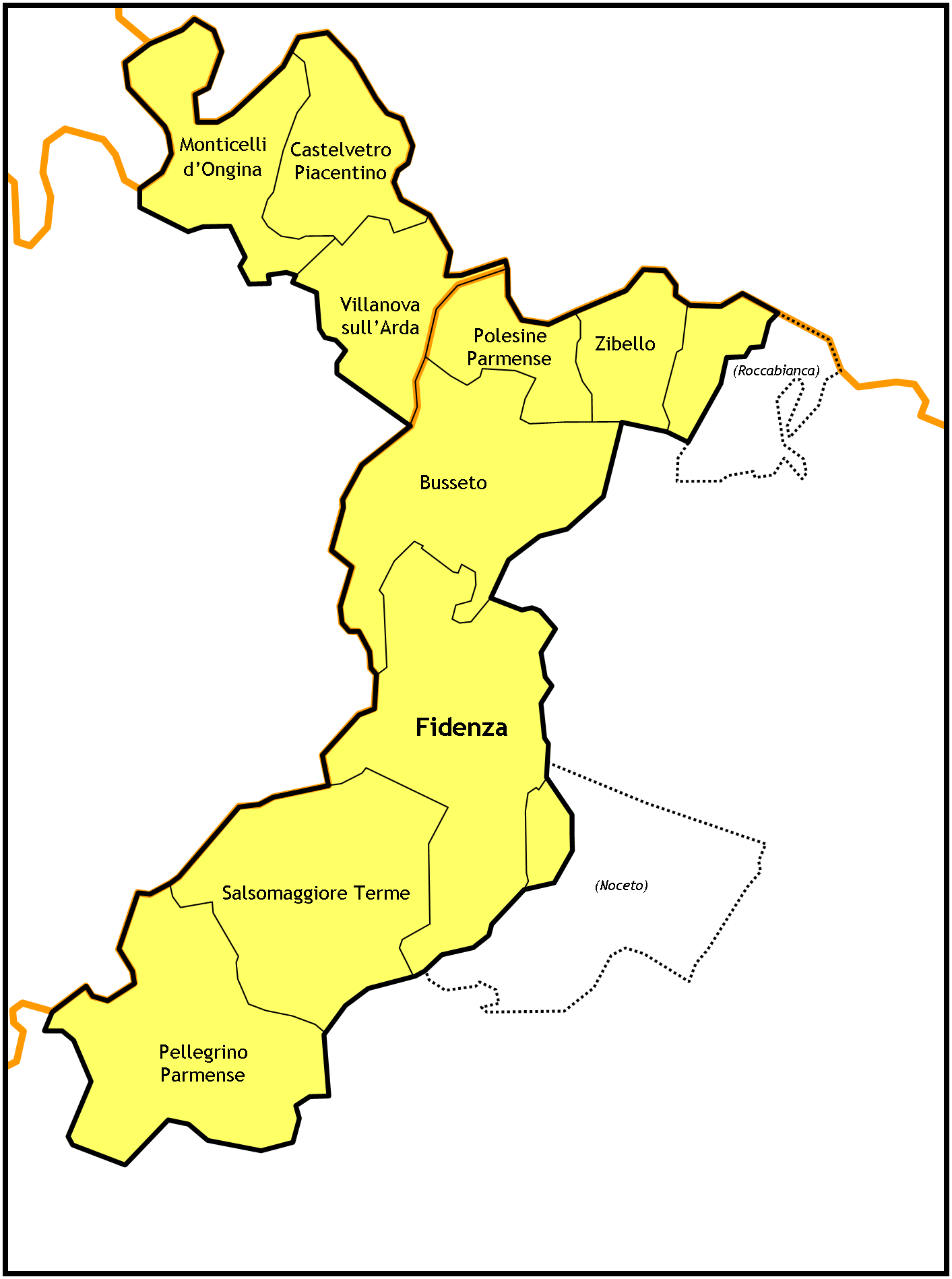
Mapa de la diòcesi

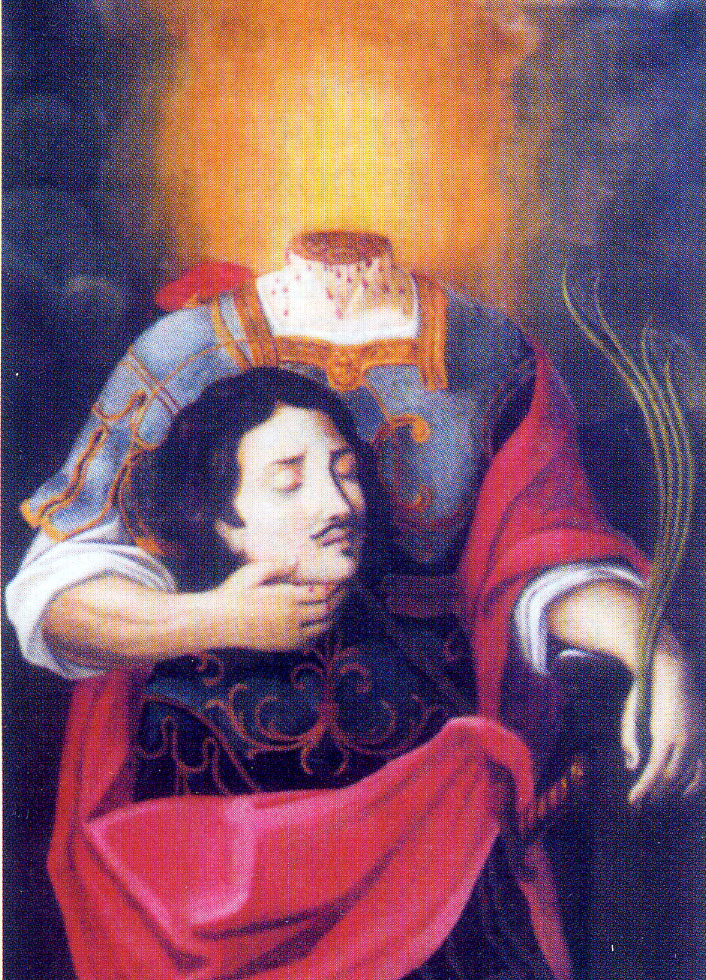
Sant Donnino màrtir, sant patró de la diòcesi

La diòcesi s'estén entre les províncies de Parma i de Piacenza, i comprèn els municipis de Busseto, Fidenza, Noceto, Pellegrino Parmense, Polesine Parmense, Roccabianca, Salsomaggiore Terme i Zibello al parmense, i de Castelvetro Piacentino, Monticelli d'Ongina i Villanova sull'Arda al piacentino.
La seu episcopal és la ciutat de Fidenza, on es troba la catedral de Sant Donnino.
El territori està dividit en 70 parròquies, agrupades en quatre vicariats: Fidenza, Salsomaggiore Terme, Bassa Parmense i Bassa Piacentina.

## Història
Almenys des de 1114 (però possiblement ja en el segle ix), l'església de Borgo San Donnino estava exempta de la jurisdicció dels bisbes veïns i depenia directament de la Santa Seu; es regia per un prebost que exercia una jurisdicció gairebé episcopal de la ciutat i els seus voltants: l'últim dels capitosts va ser Papirio Picedi, que el Papa Climent VIII va triar com el primer bisbe de la nova diòcesi.
La Diòcesi de Borgo San Donnino es va erigir, a petició del duc Ranuccio I Farnese, amb la butlla Super universas de Climent VIII del 12 de febrer de 1601. A més de Borgo San Donnino i el seu districte, a la nova diòcesi li van ser agregades parròquies de diverses localitats de la diòcesi de Cremona ubicades a la riba dreta del Po, i passaren sota el domini dels Farnese amb la creació del Ducat de Parma i Piacenza.
Originalment immediatament subjecta a la Santa Seu, el Papa Pau V la va fer sufragània de l'arxidiòcesi de Bolonya: el 1818 va ser retornada a la subjecció immediata a la Seu Apostòlica i actualment és part de la província eclesiàstica de l'arxidiòcesi de Mòdena-Nonantola.
El 22 de setembre de 1927 va assumir el nom de diòcesi de Fidenza.

## Episcopologi
- Papirio Picedi † (8 de gener de 1603 - 30 d'agost de 1606 nomenat bisbe de Parma)
- Giovanni Linati † (4 de desembre de 1606 - 13 de gener de 1620 nomenat bisbe de Piacenza)
- Alfonso Pozzi † (30 de març de 1620 - 25 d'agost de 1626 mort)
- Ranuccio Scotti Douglas † (22 de març de 1627 - 13 de març de 1650 jubilat)
- Filippo Casoni † (27 de febrer de 1651 - 22 de juliol de 1659 mort)
- Alessandro Pallavicini, O.S.B. † (12 de gener de 1660 - 25 de maig de 1675 mort)
- Gaetano Garimberti, C.R. † (16 de desembre de 1675 - 20 de març de 1684 mort)
- Nicolò Caranza † (12 d'agost de 1686 - 25 de novembre de 1697 mort)
- Giulio Della Rosa † (21 de juliol de 1698 - 31 de desembre de 1699 mort)
- Alessandro Roncovieri † (28 de maig de 1700 - 31 de maig de 1711 mort)
- Adriano Sermattei † (30 de gener de 1713 - 15 de març de 1719 nomenat bisbe de Viterbo e Tuscania)
- Gherardo Zandemaria † (15 de maig de 1719 - 17 de desembre de 1731 nomenat bisbe de Piacenza)
- Severino Antonio Missini † (9 de juny de 1732 - 20 de gener de 1753 mort)
- Girolamo Bajardi † (9 d'abril de 1753 - 24 d'agost de 1775 mort)
- Alessandro Garimberti † (29 de gener de 1776 - 2 d'abril de 1813 mort)
  - Sede vacante (1813-1817)
- Luigi Sanvitale † (28 de juliol de 1817 - 21 de novembre de 1836 nomenat bisbe de Piacenza)
- Giovanni Tommaso Neuschel, O.P. † (21 de novembre de 1836 - 27 de gener de 1843 nomenat bisbe de Parma)
- Pier Grisologo Basetti † (22 de juny de 1843 - 16 de juny de 1857 mort)
- Francesco Benassi † (20 de juny de 1859 - 27 d'octubre de 1871 nomenat bisbe de Guastalla)
- Giuseppe Buscarini † (24 de novembre de 1871 - 9 de setembre de 1872 mort)
- Gaetano Camillo Guindani † (23 de desembre de 1872 - 19 de setembre de 1879 nomenat bisbe de Bèrgam)
- Vincenzo Manicardi † (19 de setembre de 1879 - 7 de juny de 1886 nomenat bisbe de Reggio Emília)
- Giovanni Battista Tescari † (7 de juny de 1886 - 8 de juliol de 1902 mort)
- Pietro Terroni † (22 de juny de 1903 - 28 d'agost de 1907 mort)
- Leonida Mapelli † (14 d'octubre de 1907 - 21 de febrer de 1915 mort)
- Giuseppe Fabbrucci † (6 d'agost de 1915 - 9 d'agost de 1930 mort)
- Mario Vianello † (6 de març de 1931 - 11 de març de 1943 nomenat arquebisbe de Perusa)
- Francesco Giberti † (12 de maig de 1943 - 19 de febrer de 1952 mort)
- Paolo Rota † (28 de desembre de 1952 - 31 de desembre de 1960 mort)
- Guglielmo Bosetti † (29 de març de 1961 - 1 d'agost de 1962 mort)
- Mario Zanchin † (30 de setembre de 1962 - 13 d'agost de 1988 jubilat)
- Carlo Poggi † (13 d'agost de 1988 - 7 de setembre de 1997 mort)
- Maurizio Galli † (2 d'abril de 1998 - 30 de juny de 2007 renuncià)
- Carlo Mazza, des de l'1 d'octubre de 2007

## Prelats originaris de la diòcesi
- Innocenzo Ciocchi del Monte (Borgo San Donnino, 1532 - Roma, 3 de novembre de 1577), cardenal
- Alberto Costa (Santa Croce di Zibello, 15 de març de 1873 - Lecce, 2 d'agost de 1950), bisbe de Melfi, Rapolla e Venosa i després bisbe de Lecce
- Carlo Caffarra (Samboseto di Busseto, 1 de juny de 1938), arquebisbe de Ferrara-Comacchio, i després arquebisbe de Bolonya i cardenal.

## Demografia
A finals del 2013, la diòcesi tenia 65.000 batejats sobre una població de 72.082 persones, equivalent al 90,2% del total.
| any  | població | població | població | sacerdots | sacerdots       | sacerdots       | sacerdots             | diaques | religiosos | religiosos | parròquies |
| ---- | -------- | -------- | -------- | --------- | --------------- | --------------- | --------------------- | ------- | ---------- | ---------- | ---------- |
| any  | batejats | total    | %        | total     | clergat secular | clergat regular | batejats por sacerdot | diaques | homes      | dones      |            |
| 1950 | 63.000   | 63.000   | 100,0    | 95        | 80              | 15              | 663                   |         | 18         | 164        | 57         |
| 1969 | ?        | 64.526   | ?        | 95        | 77              | 18              | ?                     |         | 21         | 158        | 58         |
| 1980 | 66.800   | 67.150   | 99,5     | 88        | 73              | 15              | 759                   |         | 19         | 99         | 62         |
| 1990 | 64.150   | 65.000   | 98,7     | 75        | 64              | 11              | 855                   |         | 14         | 76         | 60         |
| 1999 | 63.500   | 64.000   | 99,2     | 74        | 61              | 13              | 858                   | 5       | 15         | 49         | 60         |
| 2000 | 63.500   | 64.000   | 99,2     | 69        | 61              | 8               | 920                   | 5       | 10         | 49         | 60         |
| 2001 | 63.500   | 64.000   | 99,2     | 69        | 62              | 7               | 920                   | 5       | 9          | 48         | 60         |
| 2002 | 63.500   | 64.000   | 99,2     | 67        | 63              | 4               | 947                   | 5       | 5          | 37         | 60         |
| 2003 | 63.500   | 64.000   | 99,2     | 69        | 63              | 6               | 920                   | 5       | 7          | 38         | 60         |
| 2004 | 72.973   | 73.473   | 99,3     | 72        | 64              | 8               | 1.013                 | 5       | 10         | 55         | 70         |
| 2006 | 72.431   | 73.287   | 98,8     | 68        | 61              | 7               | 1.065                 | 11      | 9          | 47         | 70         |
| 2013 | 65.000   | 72.082   | 90,2     | 52        | 43              | 9               | 1.250                 | 12      | 10         | 36         | 70         |